# Мундилфари (спътник)
Мундилфари или Сатурн XXV е естествен спътник на Сатурн. Открит е от Брет Гладман през 2000 г. и му е дадено временното означение S/2000 S 9. Мундилфари е около 5,6 km в диаметър и орбитира около Сатурн на средна дистанция 18 722 000 km за 952,8 дни при инклинация 170° към еклиптиката в ретроградно направление с ексцентричност 0,198. Наименуван е през август 2003 г. на йотуна (великана) от норвежката митология Мундилфари, баща на боговете Сол и Мани.